# Vozes da Rádio
Vozes da Rádio (dt. etwa: Stimmen aus dem Radio) ist eine portugiesische A-cappella-Pop-Band aus Porto.

## Bandgeschichte
Die Gruppe gründete sich 1991 in Porto, als reines A-cappella-Projekt, bestehend aus vier Stimmen und einem Standbass. Ihre erste Aufnahme veröffentlichten sie 1994 auf dem Tribut-Projekt für José Afonso. Im Jahr 1995 erschien ihr erstes Album. Bruxas, Heróis e Males d´Amor (dt. etwa: Hexen, Helden und Liebesleiden), das von der Tageszeitung Público zu den zehn besten Alben des Jahres gezählt wurde. Im Verlauf ihrer Karriere nahmen sie zunehmend mehr Instrumentierung in ihre Musik. Inzwischen sind sie ein Vokalensemble, das akustische Popmusik mit Gast-Musikern produziert, mit Schwerpunkt auf den harmonischen, meist mehrstimmigen Gesang. Dabei interpretieren sie mehrheitlich Eigenkompositionen, gelegentlich aber auch neu arrangierte Versionen internationaler und portugiesischer Popsongs oder auch portugiesischer Volkslieder. Ihre Versionen von José Afonsos Índios da Meia-Praia (1994), GNRs Efectivamente (2002) oder Weihnachtslieder ihres Albums Natal (2003) sind bekannt gewordene Beispiele.
Für ihren Auftritt und Soundtrack in Edgar Pêras eigenwilligem Horrorfilm-Remake O Barão (2011) wurden sie bei den CinEuphoria-Filmpreisen ausgezeichnet.
Neben ihrem Humor, ist ihr oft ironisch gebrochener Bezug zu Gesang und Auftreten klassischer internationaler Unterhaltungskünstler ein wesentliches Merkmal ihres Werks. Sie sind dabei nicht auf ein Genre festgelegt und traten entsprechend mit anderen Künstlern auf, darunter die kapverdische Sängerin Sara Tavares, der Brasilianer Ivan Lins, oder auch die Portugiesen Dulce Pontes und Paulo de Carvalho.

## Diskografie
- 1995: Bruxas, Heróis e Males d'Amor
- 1997: Mappa do Coração
- 2001: Mais Perto
- 2002: O Som Maravilha dos Senhores
- 2003: Natal
- 2005: Mulheres
- 2007: 7 e Pico, 8 e Coisa, 9 e Tal
- 2009: Pérolas e Porcos
- 2010: Ora Vejam Lá!